# 惡魔人
《惡魔人》，是永井豪創作的奇幻題材日本漫畫作品，於1972年6月起在週刊少年Magazine連載，單行本由講談社發售，共5冊。電視動畫於1972年7月起開始播放，該系列衍生出許多OVA、漫畫、小說、動畫電影、網路動畫、電子遊戲。截至2017年3月，全球漫畫銷量超過5000萬冊。

## 故事簡介
不動明因為父親在海外工作所以寄宿在父親的好友牧村家，和牧村家的女兒美樹就讀於同一所名門學院，有一天不動被他的好友飛鳥了告知了他地球的原住民「惡魔」的存在以及惡魔族將會甦醒，並說只有心地善良而堅強的年輕人能與惡魔合體而不被其侵蝕意志成為惡魔人。最後不動在危急的情況下答應並跟惡魔的勇者－－安蒙合體，成為了擁有惡魔的能力和人類的心的惡魔人。
雖然惡魔族派出多個刺客想殺死不動明但都失敗，於是他們轉而利用人類的弱點－－恐懼，開始了無差別合體的動亂戰術，引使人們變得疑神疑鬼、互相猜疑，也讓一個接一個生命死掉。不動明為了制止這種現象單槍匹馬向無數的惡魔進攻，但是因為惡魔族數量太多而倒下，但大魔神撒旦卻要惡魔們「救活惡魔人」，才讓不動明活下來。
不動明領悟到光靠一個人的力量是贏不了，但多虧了無差別合體，誕生了許多和明一樣的惡魔人，讓不動開始了組建惡魔人軍團的工作。而人類為了活下去，開始研究惡魔。生物學家將「惡魔的原型就是對現代生活有不滿的人」這個錯誤的結論公佈於世，所以人類以狩獵惡魔的名義下建立了「惡魔特搜隊」將「危險人物」逮捕進行拷問或殺害。而飛鳥了因為事件的發展和自己的預料太過相似回到自己的家中，卻發現其實名叫飛鳥了的少年已經死了。混亂的飛鳥了面前出現了珍妮等惡魔族，讓他想起自己就是惡魔的支配者－撒旦，其後出現在不動明的面前，邀請對方一起生活在惡魔的時代。
那個時候，不動明變成惡魔姿態的畫面被飛鳥了用電視告訴了全國人，不動明被牧村一家放走了，但牧村一家卻慘遭鎮上的居民殺害。對人類的憤怒和悲傷的不動明決定與飛鳥了一戰。20年過去，人類已經滅亡了，在此後惡魔人軍團和惡魔軍團開始了大戰。在戰鬥結束的時候，不動明失去了下半身，而撒旦含淚向他謝罪。
原來地球曾經是由惡魔支配，但神卻因惡魔的醜陋打算把地球毀掉，反對這項計劃的撒旦與惡魔共同戰鬥並取得了勝利，為了迎戰開始了長眠。但當惡魔族醒來後發現地球被人類支配著，撒旦無法原諒玷污了美麗地球的人類。但是，到最後撒旦發現自己對人類做的事和以前神對惡魔做的事是一樣的。

## 登場人物

### 主要人物
不動明（ふどう あきら）
故事男主角，黑髮黑瞳的少年，性格溫柔兼喜歡小動物，雖然很弱小但有堅定的意志，性格善良純真並熱愛正義，因為父親被調到海外工作的關係，家人全都跟隨過去，留下他一個寄居在牧村家。某一天，與兒時好友飛鳥了相遇並被帶到他的大宅，繼而得悉惡魔(Demon）的存在，在他提出"為了守護人類一起成為惡魔人"的建議下而立志與惡魔合體，並在瘋狂的惡魔召喚儀式中，與號稱惡魔界最強勇士—安蒙成功合體。
合體後的不動明身形健碩，下眼瞼有一對很長的眼線猶如蝙蝠的眼睛，繼承了安蒙超強大的戰鬥力，而他的內心因為意志堅強並克制了安蒙的意識，因此人類的心仍然保留着。
飛鳥了（あすか りょう）
故事第二男主角，身穿大衣，留有金髮碧眼的美少年，行動時帶著手槍。是不動明的小學同學兼朋友，父親是日本考古學者，母親是白人。除了不動以外，不相信任何人。父親在調查亞馬遺跡時發現了一塊像惡魔的雕像後性格開始變得凶殘(Crybaby中是由費其拉教授發現)，最後自焚自殺，而飛鳥從其日記及雕像中發現了惡魔存在於世界這事實，而且將會從人類手上重奪地球，於是找來不動一起變成惡魔人去對抗惡魔，但不動成功跟惡魔合體時自己卻失敗。後來得知真正的飛鳥早已經死去，其真實身份是擁有雙向性徵的撒旦，讓不動變成惡魔人是因為自己愛上對方，並希望對方能在惡魔的世界活下去。

### 牧村家
牧村美樹（まきむら みき）
本作女主角，留着一把鮑伯頭及戴着黃色髮帶的少女，是牧村家長女，性格主動抱打不平，喜歡捉弄不動明，與不動是「朋友以上，情侶未滿」的關係，亦是令他繼續以惡魔人之身想要守護的唯一慰藉。但原作故事後期不動明飛奔趕去見面時，卻見到她被惡魔特別搜查隊視為惡魔而遭到分屍殘殺的畫面，也成為不動明最終決定放棄守護人類的關鍵。
在重製動畫版《crybaby》中，美樹的造形是留着一頭黑色捲翹短髮，是一位田徑好手，因此被稱為田徑的美魔女，在男生之間很受歡迎。此作中追加了美樹因不動是惡魔的身分曝光，決定再社群軟體上發出關於不動的貼文，導致被惡魔特別搜查隊追殺，途中為了保護美樹犧牲了RAP團及美子，最終因腳傷走避不及而被殘殺的情節。
牧村健作（まきむら けんさく）
美樹的弟弟。看到恐怖的東西會失禁，與美樹一同被暴徒斬首慘死。
在重製動畫版《crybaby》中更名為牧村太郎，追加喜歡 <惡魔人> (新版劇情中設定為兒童動畫)的設定，後期意外與惡魔合體，進而引發牧村家三口皆死的悲劇。
牧村夫妻
不動明父母的好友，讓不動寄居於家中。因為不動不是人類的事情被暴露而讓他從惡魔特別搜查隊的搜索中放跑逃走，對方為了洩憤而把他們帶走嚴酷拷問致死。
在重製動畫版《crybaby》中因母親意外發現兒子與惡魔合體，決定帶著兒子逃亡，兒子因失去人類意識殺死母親後，外出尋找母子倆的父親剛好目睹一切，最後被搜查隊一同開槍掃射致死。

### 惡魔人軍團與合作者
木刀阿政（木刀政）
和明打架的不良集團的首领。武器是木刀。曾經被蜘蛛型惡魔操縱，被不動救下之後與明和惡魔人軍團合作。
牧村家被附近的居民襲擊之際和美樹還有健作奮戰到底，但最後還是因為寡不敵眾被居民分屍。
匕首阿六（ドス六）
不良集團的一員，武器是匕首。在故事開首向不動和美樹找茬，結果被不動用獵槍嚇跑了。
後來跟夥伴們蜘蛛型惡魔操縱，但是被不動打救後，開始擔任牧村家的警衛和惡魔人軍團的調查工作。
鐵拳阿錠（メリケン錠）
不良集團的一員。武器是指節套環。初登場是茶色頭髮，再登場的時候變成了黑髮。
剃刀阿鐵（カミソリ鉄）
不良集團的一員，武器是剃刀。集團裡塊頭最大的人。
鐵鏈萬次郎（チェーン万次郎 ）
不良集團的一員。武器是自行車鏈條。集團裡唯一一個穿著白色外套的人。
- 崗哨（見張り）

惡魔人軍團總部的入口拿著機槍的哨兵。穿著和不動一樣的學生服，不良集團的一員，沒提到他是惡魔人還是人類。
以理髮師為口號，在本部的進行出入檢查。
美子（ミーコ）
雖然表面上是一位普通的少女，但扒竊的手法卻很厲害。偶然之下與惡魔合體變了惡魔人，卻以為是因為做了太多壞事而遭天遣苦惱不已。在惡魔總攻擊後被惡魔研究所抓去做研究，最终被不動救出並加入惡魔人軍團行列。
身体像是被奇怪的血管缠住，胸部和腰部有大洞，能噴出濃硫酸鉀等強腐蝕性液體。另外小腹有兩個具有紅外線探測功能的眼睛；Crybaby版改成蠍子的形象，身手敏捷，以爪子作為武器。
Crybaby版以全名黑子美子登場，戲份較多。合體前留着咖啡色長直髮容貌清秀的少女，巨乳，性格懦弱，與明及美樹是青梅竹馬兼同學，同時是田徑部社員。
合體後穿著緊身運動套裝並改成辮子馬尾的造型，猶如蠍子，性格變得好勝，與美樹有百合傾向，某次練習中獲勝，並改稱自己為黑田美樹。在第9話時為了保護美樹並讓她逃走而被居民殺害。
普夫魯（プフール）
身體是人類頭像狗的女惡魔人。詳細的告訴了不動有關聖經中關於撒旦的情報。
戴斯特魯（デスプロー）
頭部長有類似節肢動物的腳，全身被甲殼覆蓋的青年惡魔人。
印度教徒（ボンズ・オブ・ヒンズー）
由僧侶變成了惡魔人的團體。平日就在嚴格的戒律中鍛煉精神，因此惡魔合體時，寺院所有的僧人都變成了惡魔人了。擁有強大的心電感應能力，從全世界收集「惡魔人軍團」。

### 惡魔
安蒙（アモン）
與不動明合體的惡魔，被稱為「地獄的野獸」、「勇者」，是惡魔之中屈指可數的戰士。連載時只有知道名字，在珍藏版第二卷登場了輪廓。
依魯格（イルーゲ）
第一個襲擊不動和飛鳥的惡魔。外形是人類女性，手臂上有翅膀，下腹部有爬蟲類的頭部，會從口部發出超聲波。
特克蘇庫（テキスク）
襲擊明和了的惡魔。外形是人類女性，全身長著章魚腳，頭長著5個，雙肩、雙臂、兩個乳頭各長著一個共11個。下腹部長著一個巨大的眼球。與3名同胞一起襲擊不動和飛鳥。但因兩人都逃進了地下室所以放棄了。
威魯巴蘇（ウェルバス）
地下室中和女性結合的惡魔。左眼長出了觸手是主要特徵，但出場時間很短，不動剛變成惡魔人第一個殺的就是她。
死麗濡（シレーヌ）
惡魔人第一個遇到的刺客。體型和臉很美，頭上長出了巨大且美麗的翅膀，手腳是強有力的爪子。靠著明打倒了部下們的空隙將明捕獲。打算將其處刑，卻因飛鳥了從旁干擾沒能成功，在地面上和明展開了死鬥，卻身負重傷。那個時候槐夢等人出現，抱著必死的決心與槐夢合體用角貫穿明，最終在確信自己的勝利之下含笑而死。
珍藏版增加了她憧憬安蒙的場面，因此十分憎恨奪走安蒙的身體的不動明。《Crybaby》版中則因劇情需要，增加了人類偽裝形態攻擊不動明。
蓋爾馬（ゲルマー）
死麗濡的部下。特徵為像節肢動物一樣的手腳和鼻涕蟲一樣的下半身。擁有和水同化的能力，也可以控制喝下身體裡的水的人的意識。美樹在入浴時曾被襲擊並短暫失去意識。
亞格威爾（アグウェル）
死麗濡的部下，能力是與地面或牆壁同化
槐夢/鎧因（カイム）
愛慕著死麗濡外貌的惡魔。為了支援她而出現並向死麗濡奉獻了自己的身體合體。四腳走路，身體像犀牛，肩上長著兩根強大的角。Crybaby版按劇情需要增加了人類偽裝形態協助死麗濡對付不動。
伊達（イーダー）
潛藏在人類社會中的惡魔。額頭上有一個角，兩肩長著巨大的眼睛。愛吃人肉，屢次襲擊人類，但因為沒隱藏好，因此被飛鳥了識破原形。在珍藏版中伊達登場的場面全被刪除。
魔將軍阿曾（魔将軍ザン）
謝朗手下率領著100頭惡魔的人。胸口有四雙眼睛一個大嘴是主要特徵。變身能力優秀，並且首次登場的時候變成蜘蛛絲，從操縱學生向明挑戰，被明們壓制後消失。 “珍藏版”中蜘蛛惡魔是拉絲巴。
拉絲巴（ラズバ）
只在珍藏版登場的惡魔。原著中由魔將軍阿曾襲擊學校，變成是拉絲巴操縱女學生、木刀阿政等人及棒球部學生攻擊不動。
人面（ジンメン）
阿曾的部下，人面獸,外形像烏龜。喜歡吃人，吃了人類後對方的臉和意識就會浮現在殼上。把身為不動明好友的佐子吃掉後，把背部上的佐子作為人質要脅不動。
利威（リィビィ）
阿曾魔團的一員。全身覆蓋著樹葉。強烈地憎恨著殺死多個戰友的不動，對於從上頭傳來「不准殺惡魔人不動」的指示而向魔將軍阿曾抗辯。雖然斷言「即使違抗魔王謝朗也要殺死惡魔人不動」,不過知道這是大魔神撒旦的意思後，不得已地同意。
梅多克（メドック）
小型的惡魔，合體對象為蘇聯總統。利用超級大國總統的立場策劃爆發核戰爭。
馬蘇圖夫（マストゥフ）
與蘇聯首相秘書合體的雙頭惡魔。因為有兩個大腦，智商很高。
魯斯西德（ロスシード）
襲擊牧村家的惡魔。頭部在下半身，兩肩之間是個坑，作為分身的蛇在裡面待命。被牧村耕三和短刀六，鐵拳阿錠迎擊。
西哥積妮（サイコジェニー）
巨大的頭部取代了上半身，以強大的精神干涉能力進行攻擊的惡魔。大魔神撒旦的隨從。
大魔王謝朗（悪魔王（大魔王）ゼノン）
惡魔族的統率。擁有強有力的犄角和蹄子。有3張臉，頭生犄角，左肩長的是人類女性的臉，右邊長的是人男性的臉，胸部長了一張長有利齒的大嘴。
末尾利用心靈感應能力，向人類進行宣戰。
大魔神撒旦（大魔神サタン）
擁有12枚美麗翅膀的墮天使，飛鳥了的真實身份，雙性生物。曾經是神的左膀右臂。當初和神一同來到了地球並發現了惡魔，神覺得惡魔醜陋而打算將其毀滅，撒旦因為反對神毀滅地球，所以和惡魔族共同戰鬥。

### 惡魔特別搜查隊
日本政府為了掃除潛藏在人類社會的惡魔而成立的警察隊。正式名稱是「惡魔特別搜查隊」，也被稱呼為「特搜隊」「惡特隊」。
隊伍由探尋惡魔所在的「搜查班」和抹殺惡魔的「攻擊班」所編成。他們會帶著腦電波探知裝置、X光透寫裝置及血液分析裝置等工具的特搜汽車巡迴各地。攻擊班携有細菌槍，熱線槍等的攻擊武器，以及腦電波干擾頭盔，耐熱耐火衣服和惡魔戰鬥。
雖然目的是將隱藏在人類社會的惡魔全都找出來清除掉，但因為從生物學角度來看「惡魔人」和「惡魔」都差不多，加上不少人被誤以為是惡魔而被捕，因此對惡魔人軍團而言，特搜隊只是「敵人的敵人」，而不是「夥伴」。
為了洩憤帶走了讓不動明跑掉的牧村夫妻。在不動闖入基地想要拯救牧村父母時，卻目睹了他們被問吊死亡的慘狀，而在場的三名成員為了求饒而向不動坦誠沒有殺惡魔，殺的全都是人類。

### 其他
佐子（サッちゃん）
不動搬家前的鄰居小女孩。身高矮到夠不到門鈴。明的好朋友，自稱是不動的戀人，並且獨自乘新幹線到牧村家與明見面。與不動的關係的好到連美樹也嫉妒。在回家的時候在新幹線被惡魔族襲擊，被人面獸真因吃掉成為他背殼的一部份。(OVA及 devilman crybaby版本皆改為不動明的母親，再造人009對惡魔人版本則保留)
小進（ススムくん）
健作的朋友。因為最近總是受到母親虐待不敢回家，聽說父親回來了才安心了。但是回到家卻發現家人都已變成了惡魔而慘被殺死。
- 雷沼教授（雷沼教授）

獲得諾貝爾生物學獎的教授。在北海道生物化學研究所研究惡魔的真實身份，卻得出了「惡魔的真面目就是不滿現狀人類所演變出另一種物種」的錯誤結論，讓人類開始了「狩獵人類」的行動。
天使
上神的僕役, 形象為長著雙翼的人型生靈，外表美麗動人，雌雄同體。
上神
各種生靈的造生者，冷酷無情的神靈。遠古時代, 上神曾經率領天使來到地球打算造育生物，卻意外地造成了惡魔的出現，上神因而決定毀滅地球，但因撒旦的阻止而沒有成功。上神的存在性啟發了凡人歷史上的一些重要人物去開創亞伯拉罕諸教。未知上神究竟是整個宇宙的造創者，還是僅僅只是世上的一個強大的生靈。

## 出版書籍
| 冊數 | 講談社         | 講談社                 |
| 冊數 | 發售日期       | ISBN                   |
| ---- | -------------- | ---------------------- |
| 1    | 1972年12月21日 | ISBN 978-4-06-109176-4 |
| 2    | 1972年12月21日 | ISBN 978-4-06-109177-1 |
| 3    | 1973年4月18日  | ISBN 978-4-06-109189-4 |
| 4    | 1973年7月6日   | ISBN 978-4-06-109198-6 |
| 5    | 1973年9月7日   | ISBN 978-4-06-109207-5 |

| 冊數 | 講談社         | 講談社                 |
| 冊數 | 發售日期       | ISBN                   |
| ---- | -------------- | ---------------------- |
| 全   | 1981年12月16日 | ISBN 978-4-06-172741-0 |

| 冊數 | 講談社         | 講談社                 |
| 冊數 | 發售日期       | ISBN                   |
| ---- | -------------- | ---------------------- |
| 1    | 1987年9月10日  | ISBN 978-4-06-176902-1 |
| 2    | 1987年9月10日  | ISBN 978-4-06-176903-8 |
| 3    | 1987年10月13日 | ISBN 978-4-06-176904-5 |
| 4    | 1987年11月11日 | ISBN 978-4-06-176905-2 |
| 5    | 1987年12月11日 | ISBN 978-4-06-176906-9 |

| 冊數     | 講談社         | 講談社                 |
| 冊數     | 發售日期       | ISBN                   |
| 惡魔人   | 惡魔人         | 惡魔人                 |
| -------- | -------------- | ---------------------- |
| 1        | 1993年12月14日 | ISBN 978-4-06-319435-7 |
| 2        | 1994年1月18日  | ISBN 978-4-06-319436-4 |
| 3        | 1994年2月17日  | ISBN 978-4-06-319437-1 |
| 4        | 1994年3月18日  | ISBN 978-4-06-319438-8 |
| 5        | 1994年4月19日  | ISBN 978-4-06-319439-5 |
| 新惡魔人 |                |                        |
| 全       | 1994年5月17日  | ISBN 978-4-06-319465-4 |

| 冊數 | 講談社       | 講談社                 |
| 冊數 | 發售日期     | ISBN                   |
| ---- | ------------ | ---------------------- |
| 1    | 1997年4月3日 | ISBN 978-4-06-260316-4 |
| 2    | 1997年4月3日 | ISBN 978-4-06-260317-1 |
| 3    | 1997年4月3日 | ISBN 978-4-06-260318-8 |
| 4    | 1997年6月4日 | ISBN 978-4-06-260319-5 |
| 5    | 1997年6月4日 | ISBN 978-4-06-260320-1 |

| 標題            | 講談社         | 講談社                 |
| 標題            | 發售日期       | ISBN                   |
| --------------- | -------------- | ---------------------- |
| 惡魔人的世界    | 1998年5月20日  | ISBN 978-4-06-330053-6 |
| 惡魔人FAN手作書 | 1998年12月21日 | ISBN 978-4-06-330069-7 |
| 惡魔人剖析新書  | 1999年2月10日  | ISBN 978-4-06-330070-3 |
| 惡魔人究竟是誰  | 2004年10月9日  | ISBN 978-4-06-364610-8 |

| 標題                    | 講談社         | 講談社                 |
| 標題                    | 發售日期       | ISBN                   |
| ----------------------- | -------------- | ---------------------- |
| 1                       | 2000年11月7日  | ISBN 978-4-06-334346-5 |
| 2                       | 2000年12月6日  | ISBN 978-4-06-334354-0 |
| 3                       | 2000年12月20日 | ISBN 978-4-06-334359-5 |
| 再版                    |                |                        |
| 惡魔人誕生              | 2004年9月15日  | ISBN 978-4-06-353244-9 |
| 賽蓮對決惡魔人          | 2004年10月6日  | ISBN 978-4-06-353376-7 |
| 惡魔人V.S.惡魔 最終戰役 | 2004年10月27日 | ISBN 978-4-06-353392-7 |

| 冊數   | 講談社         | 講談社                 |
| 冊數   | 發售日期       | ISBN                   |
| 新裝版 | 新裝版         | 新裝版                 |
| ------ | -------------- | ---------------------- |
| 1      | 2009年11月11日 | ISBN 978-4-06-370692-5 |
| 2      | 2009年11月11日 | ISBN 978-4-06-370693-2 |
| 3      | 2009年12月11日 | ISBN 978-4-06-370706-9 |
| 4      | 2009年12月11日 | ISBN 978-4-06-370707-6 |
| 修訂版 |                |                        |
| 1      | 2012年4月6日   | ISBN 978-4-06-376641-7 |
| 2      | 2012年5月7日   | ISBN 978-4-06-376642-4 |
| 3      | 2012年6月6日   | ISBN 978-4-06-376651-6 |
| 4      | 2012年7月6日   | ISBN 978-4-06-376663-9 |

## 電視動畫
漫畫連載的同時期，由朝日電視台的辻真先負責電視動畫原創系列腳本擔當和構成，全39集。但當年播出時只有38集，於重播時才播放39話。永井豪訪談說過此動畫版是「使用同一設定的兩套不同作品」，最初是一個變身英雄的企劃，動畫版故事由辻真先執筆，漫畫版由永井豪負責。
故事描述被冰封喜瑪拉雅山冰蓋中的前地球支配者的惡魔族復活，而正在登山的不動教授與兒子不動明因意外跌入冰國中，不動教授在惡魔族襲擊之下死亡，而失去意識的不動被惡魔附身，打算利用他人類的身份襲擊地球。但在搬到牧村教授的家中後，因愛上的牧村美樹被惡魔族的襲擊，而背叛同族，為了有美樹存在的地球而戰。

### 製作團隊
- 企劃 - 有賀健、籏野義文
- 原作 - 永井豪
- 導演 - 勝間田具治
- 人物設計 - 小松原一男
- 美術 - 福本智雄、浦田又治、遠藤重義、秦秀信、土田勇、横井三郎、勝又激、下川忠海
- 音樂 - 三沢郷
- 片頭、片尾動畫
  - 演出 - 及部保雄 / 作畫監督 - 小松原一男 / 美術 - 福本智雄
- 製作人 - 宮崎慎一
- 製作 - NET、東映[3]

### 主題曲
片頭曲
作詞 - 阿久悠 / 作曲・編曲 - 三沢郷 / 歌 - 十田敬三、ボーカル・ショップ
片尾曲
作詞 - 阿久悠 / 作曲 - 都倉俊一 / 編曲 - 青木望 / 歌 - 十田敬三

### 各話列表
- 播放日期參考NET的資料。
- 1972年7月22日因播出而暫停播放一次。

| 話數   | 播放日期      | 標題 | 腳本     | 演出       | 作畫監督   | 登場妖獸（配音）                                                       | 收視率 |
| ------ | ------------- | ---- | -------- | ---------- | ---------- | ---------------------------------------------------------------------- | ------ |
| 第1話  | 1972年 7月8日 |      | 辻真先   | 勝間田具治 | 小松原一男 | - フェイラス（永井一郎） - ダルミ（北川国彦） - ヘンゲ（滝口順平）     | 06.6%  |
| 第2話  | 7月15日       |      | 辻真先   | 明比正行   | 白土武     | - シレーヌ（北濱晴子）                                                 | 07.8%  |
| 第3話  | 7月29日       |      | 山崎忠昭 | 白根徳重   | 森利夫     | - ゲルゲ（富田耕生）                                                   | 08.0%  |
| 第4話  | 8月5日        |      | 辻真先   | 西澤信孝   | 荒木伸吾   | - ベトラ（神山卓三）                                                   | 08.6%  |
| 第5話  | 8月12日       |      | 高久進   | 設樂博     | 白土武     | - ゾルドバ（津田まり子） - リタ（野村道子）                            | 09.6%  |
| 第6話  | 8月19日       |      | 辻真先   | 新田義方   | 森利夫     | - ロクフェル（はせさん治）                                             | 07.3%  |
| 第7話  | 8月26日       |      | 辻真先   | 鈴木実     | 小松原一男 | - ズール（永井一郎） - アビル（野田圭一）                              | 10.0%  |
| 第8話  | 9月2日        |      | 辻真先   | 鈴木実     | 中村一夫   | - イヤモン（野村道子） - バウウ（大宮悌二）                            | 10.4%  |
| 第9話  | 9月9日        |      | 辻真先   | 鈴木実     | 白土武     | - ゴンドローマ（辻村真人）                                             | 11.5%  |
| 第10話 | 9月16日       |      | 辻真先   | 鈴木実     | 落合正宗   | - ガンデェ（鈴木泰明） - ガンダガン（田の中勇） - ガンダー（塚瀨紀子） | 11.5%  |
| 第11話 | 9月23日       |      | 辻真先   | 鈴木実     | 津乃一     | - ラフレール（里見京子）                                               | 13.4%  |
| 第12話 | 9月30日       |      | 辻真先   | 鈴木実     | 森利夫     | - ファイアム（增山江威子） - ザンニン - アギュラー                     | 14.0%  |
| 第13話 | 10月7日       |      | 辻真先   | 鈴木実     | 小松原一男 | - マーメイム（平井道子）                                               | 14.0%  |
| 第14話 | 10月14日      |      | 辻真先   | 鈴木実     | 邦原真琴   | - ザンニン - ヒムラー（井上真樹夫）                                    | 11.9%  |
| 第15話 | 10月21日      |      | 辻真先   | 落合正宗   | 尼寺一美   | - エバイン（来宮良子）                                                 | 13.5%  |
| 第16話 | 10月28日      |      | 辻真先   | 山口秀憲   | 森利夫     | - サイコジェニー（武藤礼子）                                           | 14.3%  |
| 第17話 | 11月4日       |      | 辻真先   | 白土武     | 白土武     | - ダゴン（加藤修）                                                     | 13.5%  |
| 第18話 | 11月11日      |      | 辻真先   | 佐々木正広 | 小松原一男 | - メグ（上田みゆき）                                                   | 12.2%  |
| 第19話 | 11月18日      |      | 辻真先   | 山口秀憲   | 白土武     | - アダル（増岡弘）                                                     | 11.5%  |
| 第20話 | 11月25日      |      | 安藤豊弘 | 山口秀憲   | 森利夫     | - ドランゴ（野島昭生）                                                 | 13.1%  |
| 第21話 | 12月2日       |      | 辻真先   | 佐々木正広 | 小松原一男 | - ドロー（滝口順平）                                                   | 14.6%  |
| 第22話 | 12月9日       |      | 辻真先   | 落合正宗   | 尼寺一美   | - ムガール（今西正男）                                                 | 14.0%  |
| 第23話 | 12月16日      |      | 辻真先   | 白土武     | 白土武     | - ベラ（增山江威子）                                                   | 13.3%  |
| 第24話 | 12月23日      |      | 辻真先   | 山口秀憲   | 森利夫     | - ジャコン（小林清志）                                                 | 14.0%  |
| 第25話 | 12月30日      |      | 辻真先   | 勝間田具治 | 小松原一男 | - ムザン - 名称不明の巨大生物                                          | 12.7%  |
| 第26話 | 1973年 1月6日 |      | 辻真先   | 高見義雄   | 白土武     | - ドド（神山卓三）                                                     | 11.6%  |
| 第27話 | 1月13日       |      | 辻真先   | 白根徳重   | 落合正宗   | - ジュエル（野田圭一）                                                 | 15.5%  |
| 第28話 | 1月20日       |      | 辻真先   | 明比正行   | 高倉建夫   | - ミニヨン（大竹宏）                                                   | 12.0%  |
| 第29話 | 1月27日       |      | 辻真先   | 小湊洋市   | 白土武     | - ケネトス（渡部猛）                                                   | 12.6%  |
| 第30話 | 2月3日        |      | 辻真先   | 山口秀憲   | 森利夫     | - ファイゼル（青野武）                                                 | 12.0%  |
| 第31話 | 2月10日       |      | 辻真先   | 佐々木正広 | 小松原一男 | - キルスキイ（雨森雅司）                                               | 13.4%  |
| 第32話 | 2月17日       |      | 辻真先   | 白土武     | 白土武     | - オーロラ（松島みのり）                                               | 11.5%  |
| 第33話 | 2月24日       |      | 辻真先   | 落合正宗   | 尼寺一美   | - ウエザース（加藤精三）                                               | 10.5%  |
| 第34話 | 3月3日        |      | 辻真先   | 明比正行   | 高倉建夫   | - アルロン（渋沢詩子）                                                 | 11.2%  |
| 第35話 | 3月10日       |      | 辻真先   | 勝間田具治 | 白土武     | - レイコック                                                           | 10.6%  |
| 第36話 | 3月17日       |      | 辻真先   | 山口秀憲   | 森利夫     | - マグドラー（神山卓三）                                               | 11.2%  |
| 第37話 | 3月24日       |      | 辻真先   | 勝間田具治 | 小松原一男 | - ウッドドウ（今西正男）                                               | 09.5%  |
| 第38話 | 3月31日       |      | 辻真先   | 白根徳重   | 白土武     | - ドリムーン（大塚周夫）                                               | 10.0%  |
| 第39話 | 未播放        |      | 辻真先   | 小湊洋市   | 白土武     | - ゴッド（野田圭一）                                                   | -      |

## OVA

### 誕生篇、妖鳥死麗濡篇
- 《惡魔人 誕生篇》 1987年11月1日發售。發售商：國王唱片
- 《惡魔人 妖鳥死麗濡篇》 1990年2月25日發售。發售商：萬代影視
- 《惡魔人 OVA COLLECTION》2003年3月28日發售。發售商：萬代影視
- 《惡魔人 OVA COLLECTION》(Blu-ray) 2012年12月21日發售。發售商：萬代影視

劇情簡介
惡魔人 誕生篇
本篇主要描述惡魔人的誕生過程，故事講述不動明在某天被好友飛鳥了邀請到家裡，跟他說地球原本是由惡魔族所支配，並警告說，他們為了重奪控制權而打算開始侵略地球。不動為了打倒惡魔而與惡魔安蒙合體，奪得惡魔的力量並以“惡魔人”的身份而活。
惡魔人 妖鳥死麗濡篇
本篇描述惡魔人跟妖鳥死麗濡及魔將軍阿曾的部下人臉龜真因戰鬥的故事。
不動明跟惡魔合體而變成惡魔人後，惡魔族陸續派出人臉龜真因、亞格威爾、蓋爾馬等刺客嘗試殺掉不動。
在連場戰鬥後，而沉醉於勝利的那一瞬間，不動被宿敵妖鳥死麗濡突然出現襲擊惡魔人，原來這一切全都是她所設下的圈套。死麗濡因為愛慕著安蒙，而痛恨著與他合體的不動。
被封印了惡魔之力的不動，能有反擊的機會嗎？
惡魔人 世界末日篇
製作沿用上述工作人員，原本打算在第三卷完結，可惜製作費緊縮，因此終止相關企劃。
製作團隊
- 原作、監製 - 永井豪
- 導演 - 飯田勉
- 編劇 - 永井豪、飯田勉
- 人物設計 - 小松原一男
- 作画監督 - 小松原一男（妖鳥死麗濡篇）、安藤正浩
- 美術監督 - 椋尾篁（誕生篇）、宮前光春（妖鳥死麗濡篇）、海老澤一男（妖鳥死麗濡篇）
- 色彩指定 - 保田道世（誕生篇）、西表美智代（妖鳥死麗濡篇）
- 原畫 - 金田伊功、鍋島修、松原京子、小松原一男、遠藤正明他
- 攝影監督 - 玉川芳行
- 剪輯 - 瀨山武司
- 音響監督 - 山田悦司（誕生篇）
- 錄音監督 - 千葉繁（妖鳥死麗濡篇）
- 音樂 - 川井憲次
- 音樂制作 - 國王唱片
- 製作人 - 田中利雄、鈴木良平、長谷川勝彦（誕生篇）、村田耕一（誕生篇）、末吉博彦（妖鳥死麗濡篇）
- 動畫製作 - Oh! Production
- 製作 - 講談社、國王唱片（誕生篇）、萬代（妖鳥死麗濡篇）

插入曲
「LIGHT IT UP」
作詞：坂本英三 / 作曲：福田洋也 / 歌・編曲：ANTHEM
「SHOW MUST GO ON!」
作詞：坂本英三 / 作曲：柴田直人 / 歌・編曲：ANTHEM

### AMON 惡魔人默示錄
- 2000年5月24日發售。發售商：SME Visual Works

故事內容與之前兩部OVA並無關聯，故事以暴徒襲擊了牧村家為開端，惡魔人不動對人類感到絕望，而存於他體內的惡魔安蒙的意識終於復甦過來，他能找回過去的記憶和肉體嗎？而惡魔人軍團與惡魔族的戰鬥會把人類的命運引向何方？
製作團隊
- 原作 - 永井豪
- 企画 - 白川隆三、永井謙次
- 總監修 - 蘆田豐雄
- 監督 - 竹下健一
- 腳本 - 早坂律子
- 腳本協力 - 佐藤大、志茂文彦
- 分鏡 - 竹下健一、竹内浩志
- 人物設計 - 神志那弘志
- 虛構生物設計 - 韮澤靖
- 作畫監督 - 神志那弘志、竹内浩志
- 美術監督 - 吉崎正樹
- 色彩設計 - 江夏由結
- 攝影監督 - 白井久男
- 編輯 - 関一彦
- 音響演出 - 秦昌二
- 音樂監督 - 兒玉隆
- 音樂 - 小林武史&MANGAHEAD
- 製作人 - 藤本昌俊、徳原八州、菊地忠昭、水野五月
- 動畫製作人 - 芦田豊雄、酒井明雄
- 動畫製作 - Studio live
- 製作 - SPE・Visual Works

主題曲
片尾曲「目のまえのつづき」
作詞、作曲 - 國府達矢 / 歌- MANGAHEAD

## 網路動畫
《惡魔人 Crybaby》（英語：DEVILMAN crybaby）是一部2018年的日本網路原創動畫，改編自日本漫畫家永井豪的漫畫《惡魔人》，動畫採用原作中的設定並將故事舞台從原本的1970年代改為21世紀，描述主角不動明與飛鳥了面對惡魔的故事，在《惡魔人 Crybaby》中，飛鳥了宣稱來自遠古時代的惡魔將甦醒並統治世界，對抗惡魔的唯一方法就是結合惡魔的力量，在他的主導下，不動明獲得了惡魔的力量，但仍保有人類的心，成為了「惡魔人」。
動畫由湯淺政明執導，他在Aniplex的建議下著手改編並與Aniplex共同推出作品。湯淺試圖探索創作的尺度，並將永井豪當年可能受限於少年漫畫雜誌的觀眾接受度這一點納入考量。動畫由Aniplex和永井豪的Dynamic Planning聯合製作，由湯淺政明的SCIENCE SARU製作動畫，屬於Netflix的原創系列。並作為紀念永井豪執業五十周年而推出的作品之一，於2017年公開宣布。動畫於2018年1月5日在Netflix上獨家播放。

## 衍生漫畫作品

### 永井豪作品
- 暴力傑克（1973年 - 1974年、週刊少年Magazine·1977年 - 1978年、月刊少年Magazine·1983年 - 1990年、週刊漫畫Entertainment）

「惡魔人」世界毀滅後，由撒旦創造出的新世界。197X年,日本關東地區發生巨大地震，讓關東與本州完全分離，變成一個日本政府能力不及的無法地帶，地震後的倖存者在荒廢的關東地區裡受生存需求與原始欲望的支配，形成了弱肉強食的殘酷世界，由殘忍的SLUM KING統治著，而倖存的孤兒天馬與逞馬為了關東的和平而成立了反抗軍對抗SLUM KING軍。這時荒廢的關東出現了一個超過兩米高的身份不明的巨人，手持巨刀守護著關東倖存下來的善良人民…
從1973年開始連戴期間，換了兩間出版社連載到1990年，2006年以「新暴力杰克」為名在漫畫週刊Comic Bunch重新不定期連戴，至2010年完結。
- 新惡魔人（1979年、1980年、1981年、增刊少年Magazine）

為了打倒打算改變歷史的惡魔，不動和飛鳥穿越時空在過去的世界作戰的側面故事。阿道夫·希特勒、聖女貞德、瑪麗·安托瓦內特、喬治·阿姆斯壯·卡斯特等歷史人物登場。單行本全1卷。在修訂版中作為正篇的一部分而收錄。
- DEVIL MAN（1980年、Variety）

描繪了不動把的美樹的頭埋葬，以及與飛鳥訣別的沒有對白的短篇。收錄於漫畫單行本「新惡魔人」卷末，在修訂版中作為正篇的一部分被收錄。
- 女惡魔人（1997年 - 2000年、週刊Morning）

「惡魔人」世界毀滅後，自動形成的新世界，雖然漫畫裡開始的時間點跟「暴力杰克」一樣，但是並沒有關連性，連人物也沒有在「暴力傑克」中出場。
- 蓋特機器人對惡魔人（2010年、Champion RED）

由永井豪的漫畫「惡魔人」與「蓋特機器人」的角色共同演出，講述不動與蓋特機器人合作，對抗由死麗濡所率領的惡魔軍與恐龍帝國的聯軍。
- 惡魔人傳奇（2014年 - 、Big Comic）

以和平使用機器人技術的作為目標的科學家，不動勇希，被軍事企業樂法爾公司招聘。在那裡他看到的是從超古代的遺跡被發掘出的神秘壁畫，和被稱作為「惡魔的鎧甲」的歐帕茲。

### 其他作家作品
- 蛭田充版惡魔人

依據電視動畫版的漫畫為基礎的作品。但與「擁有不動明的意識的惡魔人，與惡魔作戰」，與電視動畫版正相反的前提條件展開故事。
- - SUNDAY COMICS版（1972年、秋田書店）
  - N COMICS版（1976年、永岡書店）
  - STAR COMICS版（1986年、大都社）
  - St COMICS版（1998年、大都社）
  - AKITA TOP COMICS WIDE版（2004年、秋田書店）
- 風子瞳（五十子勝）版惡魔人

依據電視動畫版的漫畫為基礎的作品。
- 我是惡魔 惡魔人（槙村ただし,1991年、小學館「快樂快樂月刊」）。
- 戰神惡魔人（岩本佳浩, 1998年、講談社「Comic BomBom」）
- 新惡魔人（1999年、2000年、講談社）

由複數的作家，以side story的形式創作的故事集。除了永井豪以外，參與者還有萩原玲二、江川達也、寺田克也、石川賢、ヒロモト森一，岩明均，永野典子、高寺彰彥、夢野一子、三山敲竹槓、取·Miki、風忍、田島昭宇、神崎將臣、安彥良和、黑田硫黃。
作畫：衣谷遊
- 惡魔人啟示錄（1997年 - 2000年、月刊Magazine Z。全6卷）

以倒述法描述不動得知牧野一家被殘殺致死而大受打擊的前後故事。
- 惡魔人啟示錄 Strange Days（2005年7月22日、月刊Magazine Z。全1卷）

講述在不動與飛鳥大戰前，三個有變身能力的惡魔人所發生的故事。
作畫：高遠るい
- 惡魔人G（2012年 - 2014年、Champion RED。全5卷）

認為自己是魔女的普通女高中生魔鬼邑美樹把自己小時候撿來的戒指當成是所羅門王的戒指，某一天與朋友們玩魔法圓降靈術時不小心召喚出了一群惡魔。惡魔們正在找一個少女，當得知美樹他們不知道少女的下落，自己是被胡亂召喚時，發火的惡魔們開始大開殺戒。美樹孤注一擲，胡亂編出幾句咒語想要讓惡魔們退去。這時一個叫安蒙的惡魔附入了魔鬼邑美樹的兒時玩伴不動明的體內，惡魔們開始大驚失色，而甦醒的安蒙開始虐殺惡魔們…。
作畫：TEAM MOON
- 惡魔人對闇之帝王（2012年 - 2014年、全3卷）

此作是永井豪創作的「惡魔人」及「無敵鐵金剛」誕生40周年的紀念作品，講述不動明與闇之帝王哈迪斯的決戰故事。

## 電影
- 無敵鐵金剛對惡魔人（1973年、東映）

講述惡魔人及無敵鐵金剛聯手打敗地獄博士和惡魔聯軍的故事
- 超級惡魔人（2004年、東映）

導演：那須博之 主演：伊崎右典、伊崎央登、酒井彩名
故事講述不動明跟飛鳥了是從小就認識的好朋友，有一天飛鳥了的父親飛鳥教授為了尋找新能源，成功地打通了南極地底的冰湖，卻釋放了沉睡多時的惡魔。被叫喚過去幫忙的不動和飛鳥各自被惡魔安蒙及撒旦入侵身體變成惡魔人，其他惡魔則四散到世界各地侵襲人們。為了不被惡魔殺死，於是人類開始把身邊疑似是惡魔的人類殺害…
- 人造人009 VS 惡魔人（サイボーグ009 VS デビルマン）（2015年10月、Actas）[5]

為慶祝石森章太郎創作的「人造人009」50周年，與惡魔人合作劇場版電影，於2015年10月17日起在日本限定上映兩星期。

## 外部連結
- 電影「超級惡魔人」官方網站 （页面存档备份，存于）（日語）
- AMON デビルマン黙示録公式サイト （页面存档备份，存于）（日語）
- CRデビルマン 〜悪魔聖戦〜公式サイト （页面存档备份，存于）（日語）
  - CRデビルマン倶楽部2公式サイト （页面存档备份，存于）（日語）
- じんのひろあき公式サイト （页面存档备份，存于）（日語）